# Euepalpodes arcuatus
Euepalpodes arcuatus är en tvåvingeart som beskrevs av Townsend 1915. Euepalpodes arcuatus ingår i släktet Euepalpodes och familjen parasitflugor.
Artens utbredningsområde är Peru. Inga underarter finns listade i Catalogue of Life.